# Ji Yun-Nam
Ji Yun-nam (korejski: 지윤남, 志尹南; Pjongjang, 20. studenog 1976.) bivši je sjevernokorejski nogometaš i reprezentativac.

## Reprezentativna karijera
Ji je za reprezentaciju nastupio u osam kvalifikacijskih utakmica za Svjetsko prvenstvo 2010. godine. Iako iznimno centralni vezni, Ji u reprezentaciji igra na pozicji lijevog beka. 
Dana 15. lipnja 2010. godine Ji je postigao pogodak za svoju reprezentaciju na SP-u tijekom utakmice s Brazilom. Bila je to utakmica između najbolje i najgore plasirane momčadi na SP-u, a Sjeverna Koreja je pokazala kako je vrlo neugodan protivnik, unatoč porazu 2:1. 